# 127 mm/54 Model 1948
127 mm/54 Model 1948 — 127-миллиметровая двухорудийная корабельная универсальная артиллерийская установка, разработанная и производимая в Франции. Состояла на вооружении ВМС Франции. Стало первым во Франции морским универсальным орудием для кораблей класса «эсминец». Во многом походило на американское орудие Mark 16 и стреляло снарядами американского образца. Несмотря на отсутствие автоматического заряжания и связанную с этим невысокую скорострельность, Model 1948 стало основным универсальным орудием французских ВМС в 1950-х годах. Этими орудиями оснащались эсминцы типа «Сюркуф» и «Дюперре», а также новые крейсера «Кольбер» и «Де Грасс».